# Departamento de Koumpentoum
Koumpentoum es un departamento de la región de Tambacounda en Senegal, con una población censada en noviembre de 2013 de 128 433 habitantes.
Se encuentra ubicado en el centro del país, al norte de la frontera con Gambia.